# Corrosella astierii
Corrosella astierii is een slakkensoort uit de familie van de Hydrobiidae. De wetenschappelijke naam van de soort werd in 1851 als Hydrobia astierii gepubliceerd door Dominique Dupuy. Het exemplaar op basis wwarvan de beschrijving werd opgesteld, werd verzameld in Grasse en vernoemd naar de verzamelaar, een zekere Astier.